# ساكوبيتريل / فالسارتان
ساكوبيتريل/فالسارتان (Sacubitril/valsartan) يُباع تحت الاسم التجاري إنتريستو (Entresto) من بين آخرين، وهو دواء مركب بجرعة ثابتة لاستخدامه في قصور القلب. وهو يتألف من (neprilysin inhibitorsacubitril) ومضادات مستقبلات الأنجيوتينسن II فالسارتان. يوصى باستخدامه كبديل لمثبط الإنزيم المحول للأنجيوتنسين أو حاصرات مستقبلات الأنجيوتنسين في الأشخاص الذين يعانون من قصور القلب مع انخفاض الكسر القذفي.
وتشمل الآثار الجانبية المحتملة ووذمة وعائية، مشاكل في الكلى، وانخفاض ضغط الدم. توصف هذه التركيبة أحيانًا بأنها «مثبط مستقبلات الأنجيوتنسين - النبريليسين» (ARNi).
تمت الموافقة عليه للاستخدام الطبي في الولايات المتحدة والاتحاد الأوروبي في عام 2015. تمت الموافقة عليه للاستخدام الطبي في أستراليا في عام 2016.

## روابط خارجية
- "Sacubitril mixture with valsartan". Drug Information Portal. U.S. National Library of Medicine. مؤرشف من الأصل في 2020-01-04.